# Liten trumpetmossa
Liten trumpetmossa (Tayloria tenuis) är en bladmossart som först beskrevs av James Jacobus J. Dickson, och fick sitt nu gällande namn av Wilhelm Philipp Schimper. Liten trumpetmossa ingår i släktet trumpetmossor, och familjen Splachnaceae. Enligt den finländska rödlistan är arten nära hotad i Finland. Enligt den svenska rödlistan är arten nära hotad i Sverige. Arten förekommer i Götaland, Svealand, Nedre Norrland och Övre Norrland. Artens livsmiljö är moskogar.